# بيدرو غارسيا (لاعب كرة قاعدة)
بيدرو غارسيا (بالإنجليزية: Pedro García)‏ هو لاعب كرة قاعدة أمريكي، ولد في 17 أبريل 1950 في ويامة ‏ في الولايات المتحدة.

## وصلات خارجية
- بيدرو غارسيا على موقعبيزبول رفرنس.كوم (الدوري الرئيسي) (الإنجليزية)
- بيدرو غارسيا على موقعبيزبول رفرنس.كوم (الدوري الثانوي) (الإنجليزية)
- بيدرو غارسيا على موقع مشجعي الرسوم البيانية (الإنجليزية)